# Ciclone barotrópico
Ciclone barotrópico é um tipo de ciclone onde as isotermas estão paralelas às linhas de altura num mapa a uma pressão atmosférica superficial constante, ou na superfície, paralelas às isóbaras. ciclones tropicais e ciclones extratropicais (ciclones oclusos e ex-ciclones oclusos) são qualificados como barotrópicos, embora, devido à diferenças em sua estrutura eólica vertical e perfis de temperatura, os ciclones extratropicais são referidos como "barotropicamente frios" e ciclones tropicais como "barotropicamente quentes".